# Kurixalus lenquanensis
Kurixalus lenquanensis é uma espécie de anuro da família Rhacophoridae, sendo encontrada na província de Yunnan, na China. Foi descrita no dia 29 de agosto de 2017, na revista científica ZooKeys, sendo tratada como uma nova espécie por possuir uma série de características morfológicas únicas, como o pequeno tamanho, o focinho obtuso, a presença de apenas um único saco vocal e a ausência de grandes manchas escuras no ventre. Os machos vocalizam cedo, logo após o céu escurecer, aproximadamente às 19:30 do horário local. Recebeu esse epíteto específico devido ao fato de ter sido encontrada na vila de Lenquan, localizada na cidade de Mengzi.